# Kriterium von Ermakoff
Das Kriterium von Ermakoff oder das Ermakoffsche Kriterium ist ein  mathematisches Konvergenzkriterium zur Bestimmung der (absoluten) Konvergenz sowie Divergenz unendlicher Reihen, das nach dem russischen Mathematiker Wassili Petrowitsch Ermakoff (1845–1922) betitelt ist.

## Formulierung
Die Funktion {\displaystyle f\colon {[0,\infty [}\to \mathbb {R} } sei stetig, positiv und monoton fallend für {\displaystyle x>1}. Die Reihe habe die Gestalt
{\displaystyle (*)}   {\displaystyle A:=\sum \limits _{n=1}^{\infty }a_{n}=\sum \limits _{n=1}^{\infty }f(n)},
wobei {\displaystyle f(n)} der Wert der für {\displaystyle x\geqq 1} definierten Funktion {\displaystyle f(x)} an der Stelle {\displaystyle x=n} ist. Dann gilt für die Reihe für hinreichend große {\displaystyle x} (etwa für {\displaystyle x\geqq x_{0}}) entweder die Ungleichung für Konvergenz oder die für Divergenz:
{\displaystyle A\colon {\begin{cases}{\text{konvergent, falls}}&{\Bigg .}{\dfrac {f(e^{x})e^{x}}{f(x)}}\leqq q<1{\Bigg .}\\{\text{divergent, falls}}&{\dfrac {f(e^{x})e^{x}}{f(x)}}\geqq 1\,.\end{cases}}}

## Beweis
Die erste Ungleichung sei erfüllt. Für jedes {\displaystyle x\geqq x_{0}} gilt dann mit der Substitution {\displaystyle t=e^{u}}:
{\displaystyle \int \limits _{e^{x_{0}}}^{e^{x}}f(t)\mathrm {d} t=\int \limits _{x_{0}}^{x}f(e^{u})e^{u}\mathrm {d} u\leqq q\int \limits _{x_{0}}^{x}f(t)\mathrm {d} t};
daraus folgt:
{\displaystyle {\begin{aligned}(1-q)\int \limits _{e^{x_{0}}}^{e^{x}}f(t)\mathrm {d} t&\leqq q\left(\,\int \limits _{x_{0}}^{x}f(t)\mathrm {d} t-\int \limits _{e^{x_{0}}}^{e^{x}}f(t)\mathrm {d} t\right)\\&=q\left(\,\int \limits _{x_{0}}^{e^{x_{0}}}f(t)\mathrm {d} t-\int \limits _{x}^{e^{x}}f(t)\mathrm {d} t\right)\leqq q\int \limits _{x_{0}}^{e^{x_{0}}}f(t)\mathrm {d} t\end{aligned}}},
denn es gilt:
{\displaystyle (**)}   {\displaystyle e^{x}>x},
der Subtrahend in der zweiten runden Klammer ist also positiv. In diesem Fall gilt:
{\displaystyle \int \limits _{e^{x_{0}}}^{e^{x}}f(t)\mathrm {d} t\leqq {\frac {q}{1-q}}\int \limits _{x_{0}}^{e^{x_{0}}}f(t)\mathrm {d} t};
fügen wir zu beiden Seiten das Integral {\displaystyle \int _{x_{0}}^{e^{x_{0}}}f(t)\mathrm {d} t} hinzu, so erhalten wir:
{\displaystyle \int \limits _{x_{0}}^{e^{x}}f(t)\mathrm {d} t\leqq {\frac {1}{1-q}}\int \limits _{x_{0}}^{e^{x_{0}}}f(t)\mathrm {d} t=L}
und daraus, unter Berücksichtigung von {\displaystyle (**)}:
{\displaystyle \int \limits _{x_{0}}^{x}f(t)\mathrm {d} t\leqq L\qquad \left(x\geqq x_{0}\right)}.
Da mit wachsendem {\displaystyle x} auch das Integral wächst, besitzt es für {\displaystyle x\to \infty } einen endlichen Grenzwert:
{\displaystyle \int \limits _{x_{0}}^{\infty }f(t)\mathrm {d} t};
nach dem Integralkriterium ist die Reihe {\displaystyle (*)} also konvergent.
Nun sei die zweite Ungleichung erfüllt. Dann ist:
{\displaystyle \int \limits _{e^{x_{0}}}^{e^{x}}f(t)\mathrm {d} t\geqq \int \limits _{x_{0}}^{x}f(t)\mathrm {d} t}
und, wenn zu beiden Seiten das Integral {\displaystyle \int _{x}^{e^{x_{0}}}f(t)\mathrm {d} t} addiert wird:
{\displaystyle \int \limits _{x}^{e^{x}}f(t)\mathrm {d} t\geqq \int \limits _{x_{0}}^{e^{x_{0}}}f(t)\mathrm {d} t=\gamma >0}
(denn wegen {\displaystyle (**)} ist {\displaystyle x_{0}<e^{x_{0}}}). Jetzt bilden wir eine Zahlenfolge {\displaystyle x_{1},x_{2},\ldots ,x_{n-1},x_{n},\ldots } durch die Festsetzung {\displaystyle x_{n}=e^{x_{n-1}}}; nach dem Bewiesenen ist:
{\displaystyle \int \limits _{x_{n-1}}^{x_{n}}f(t)\mathrm {d} t\geqq \gamma },
also:
{\displaystyle \int \limits _{x_{0}}^{x_{n}}f(t)\mathrm {d} t=\sum \limits _{i=1}^{n}\int \limits _{x_{i-1}}^{x_{1}}f(t)\mathrm {d} t\geqq n\gamma }.
Damit ist klar, dass:
{\displaystyle \int \limits _{x_{0}}^{\infty }f(t)\mathrm {d} t=\lim \limits _{x\to \infty }\int \limits _{x_{0}}^{x}f(t)\mathrm {d} t=\infty }
gilt, d. h., nach dem Integralkriterium ist die Reihe {\displaystyle (*)} divergent.